# 秋田丸 (初代)
秋田丸（あきたまる）は日本郵船の貨物船。

## 船歴
大正時代、三菱重工業長崎造船所は中型の標準型貨物船の建造を計画した。これが秋田丸型貨物船で、秋田丸はその第1船として建造された。同型船は山形丸、長野丸、臺海丸、富浦丸、まどらす丸。三菱重工業神戸造船所が建造したサマラン丸級貨客船、および横浜船渠が建造したイースタン・ガイド級貨物船は準姉妹船。
秋田丸は1915年（大正4年）6月10日に起工し、1916年（大正5年）3月20日に進水。同年5月10日引き渡し。または5月12日竣工。
8月16日、ニュージーランド線第一船として神戸より出航。
1917年（大正7年）12月28日、南洋線第一船として横浜より出航。
1918年（大正8年）3月10日、日本・ジャワ・カルカッタ線の第一船古倫母丸が出航したが、同船は火災を起こして全損となった。そのため秋田丸が同航路用に転用され、4月28日に神戸より出航した。
6月29日、カルカッタ・ニューヨーク線第一船としてカルカッタより出航。
済南事件において、秋田丸は1928年（昭和3年）5月26日に徴傭され、8月3日に解傭されるまでの間に人員1975人、馬434頭を輸送した。
1934年（昭和9年）、根室・青島・大連線に就航。
1937年（昭和12年）3月15日、マドラス線第一船として横浜より出航。
1941年（昭和16年）7月7日、秋田丸は陸軍に徴傭され、仏印方面で輸送任務に従事した。
太平洋戦争開戦後は第二十五軍の第二陣の輸送に従事する。秋田丸は宇品で兵員600名を乗せ、サイゴンまで運んだ。また橋梁用の木材も積んでおり、サイゴンで橋梁の組み立てにあたる兵16名を乗せ、1942年（昭和17年）1月9日に出港して他の船1隻とともにシンゴラへ向かった。護衛はついていなかった。10日午後5時21分頃、秋田丸は北緯07度52分 東経102度53分 / 北緯7.867度 東経102.883度のシンゴラ東北東245km地点付近で左舷機関室に被雷した。兵全員と乗員は退船しボートに移ったが、秋田丸の沈下がいったん止まったため、乗員は船に戻って行方不明者3名の捜索や食料の確保を行った。しかし、行方不明者は見つからなかった。その後秋田丸は午後6時頃に全没。乗員はボートで漂流し、翌日駆逐艦吹雪に救助された。吹雪の艦長は潜水艦らしきものを見たがそれは秋田丸の一部かもしれないと言い、砲撃で処分しようと捜索したが発見できなかった。秋田丸乗員は3名が戦死した。秋田丸を雷撃したのはオランダ潜水艦O19であった。